# Доктор Гарин
«Доктор Гарин» — приключенческий роман русского писателя Владимира Сорокина, опубликованный в апреле 2021 года. Является продолжением повести «Метель». Написан автором в Москве и в Берлине. Роман вышел с маркировкой «18+».

## Сюжет
События происходят по всей видимости в будущем, мир похож на Россию начала XX века и на будущее одновременно. 
Спустя десять лет после событий, описанных в повести «Метель», главный герой, доктор Платон Ильич Гарин, с титановыми ногами после обморожения, в возрасте 52 лет работает психиатром в частном санатории, в котором проходят лечение бывшие влиятельные политики со всего мира. Санаторий располагается в горах в Алтайской Республике и принадлежит бизнесмену из Барнаула.
Пациенты доктора — восьмёрка искусственно выведенных существ, тела которых имеют форму неестественно раздувшихся человеческих ягодиц с огромным ртом. Эти существа созданы для осуществления политической деятельности (далее их судьбы периодически всплывают на различных этапах повествования романа).
Вскоре мирное существование прерывается ядерным ударом, который осуществили казахи, объявившие войну Алтайской Республике. Доктор Гарин, его возлюбленная коллега Маша, другие врачи и пациенты принимают решение отправиться в Барнаул. В качестве средства передвижения они выбирают андроидов, которые созданы в виде «больших» людей.
Во время путешествия они вышли на лагерь анархистов «Цзыю», где доктор Гарин излечивает предводительницу этого лагеря, которая была «маленькой». Получив немного припасов, караван доктора двинулся дальше. Во время привала они подверглись нападению бандитов, однако были спасены благодаря вмешательству русского графа Сугробова, который пригласил их в своё имение. Проведя там несколько дней, путники двинулись дальше и вскоре добрались до Барнаула.
Барнаул жил мирной жизнью, работали рестораны, букинистические лавки и прочие заведения. Гарин с Машей решили лететь в Хабаровск, где ему предлагали работу. Однако неожиданно для героев Барнаул подвергся массивной бомбардировке, которая разлучила Гарина и Машу, о том жива ли Маша Гарин не знал. В лесу доктор набрёл на сбитый самолёт президента Алтайской Республики, полный золота. Подумав, Гарин взял с места крушения зажигалку, нож, нож для сигар и сами сигары.
Далее он попал во владения «большой» Матрёшки — барыни, владевшей тремя деревнями крепостных крестьян. Погостив, он продолжил путь. Встретил старых знакомых по повести «Метель» витаминдеров, которые теперь вели свой бизнес при помощи дронов.
Немногим позже, Гарин на берегу Оби был похищен «чернышами» — искусственно и тайно выведенной для обороны границ СССР расы человекообразных существ с чёрным мехом, повышенным иммунитетом и длинными руками. В их городе на болоте он занимался производством деревянных копий различных смартфонов (которые «черныши» использовали в оккультных целях), параллельно лечил других пленников. Втесался в доверие к «чёрной» альбиноске с белым мехом, которая и помогла ему бежать.
По стечению мистических обстоятельств в лесу встретил военного лётчика, который в обмен на золотой нож президента Алтайской Республики доставил его в Хабаровск.
В Хабаровске в первый же день случайно встретил Машу, которая потеряла во время бомбёжки Барнаула руку и ногу. В конце романа Маше были поставлены титановые конечности вместо потерянных, а её душевный покой постепенно налаживался.

## Отзывы
Критик Галина Юзефович отмечает, что всепроникающая, как плесень, ирония полностью убивает возможность эмоционального сопереживания кому-либо из героев, а простая сюжетная структура исключает какую бы то ни было трактовку, кроме самой очевидной и лобовой. Антон Долин возражает отсылками к классическим произведениям (таким, как «Гаргантюа и Пантагрюэль» и «Дон Кихот»), где пародийная форма не отменяет серьёзности содержания.
Критик Игорь Кириенков отмечает тематические переклички «Доктора Гарина» с произведениями Солженицына и Шаламова, с «Доктором Живаго». В своём романе писатель смешивает времена и нравы: «тут вам и помещики, и анархисты, и брежневский застой и постковидный мир», — написано о романе в колонке журнала Forbes.